# 王清 (順治進士)
王清，字素修，海丰人。清朝政治人物、進士出身。
順治六年，登進士，改庶吉士，授翰林院編修，历官吏部侍郎，有《留余堂诗稿》。